# Армянское прелатство Исфахана
Армянское прелатство Исфахана (арм. Սպահանի թեմ) — действующее прелатство (епархия) Армянской Апостольской церкви в составе Киликийского католикосата —  с центром в городе Исфахан, ранее, до 1958 года - Первопрестольного Эчмиадзина.

## История
В 1911 году в юрисдикцию Исфаханской епархии входили восточные провинции Персии. Сегодня епархия охватывает останы Шираз и Хузистан Исламской Республики Иран.
По данным на 1911 год количество верующих данной епархии Армянской Апостольской церкви — 30.000, общин — 98, а количество церквей — 70, а также верующих Армянской католической церкви — 100 человек.